# 八五〇农场
八五〇农场是一个位于中华人民共和国黑龙江省鸡西市虎林市的农场，亦是黑龙江省农垦牡丹江管理局所属的一个农场。
八五〇农场是王震将军1954年创建的第一个中国人民解放军铁道兵军垦农场，地处完达山南麓穆棱河畔。土地总面积520.7平方公里，其中耕地50.4万亩，林地13.5万亩，总人口1.5万人。

## 行政区划
八五〇农场下辖以下单位：
八五〇场直社区、八五〇农场第一管理区、八五〇农场第二管理区、八五〇农场第三管理区、八五〇农场第四管理区、八五〇农场第五管理区、八五〇农场第六管理区、八五〇农场第七管理区、八五〇农场第八管理区、八五〇农场第九管理区、八五〇农场第十管理区、八五〇农场第十一管理区、八五〇农场第十二管理区、八五〇农场第十三管理区。